# Mutt & Stuff
Mutt & Stuff é um programa infantil americano que foi exibido no Nick Jr. A série estreou em 6 de Março de 2015 com um piloto de uma hora de duração  e começou a ser exibida regularmente em 10 de julho de 2015.  Foi criado por Sid e Marty Krofft em seu primeiro novo produto em mais de dez anos e Bradley Zweig. É estrelado por Calvin Millan, o filho do produtor da série Cesar Millan.

## Sinopse
Calvin Millan e seu cachorro falante gigante, Stuff, estão encarregados de uma escola para cães. E os cachorros são melhores amigos de Calvin e Stuff. 

## Episódios
| Temporada | Temporada | Episódios | Transmissão original | Transmissão original  |
| Temporada | Temporada | Episódios | 1ª Exibição          | Última exibição       |
| --------- | --------- | --------- | -------------------- | --------------------- |
|           | 1         | 40        | 10 de julho de 2015  | 30 de janeiro de 2017 |
|           | 2         | 33        | 19 de agosto de 2016 | 1 de novembro de 2017 |